# Jitka Burianová
Jitka Burianová (* 17. ledna 1977 Prostějov, Československo) je bývalá česká atletka, běžkyně, jejíž specializací byl běh na 400 metrů.

## Sportovní kariéra
S atletikou začínala v roce 1987 v Železárnách Prostějov pod vedením trenérky H. Slavotínkové a později K. Vaníčkové. V letech 1993–1996 startovala za AC Pardubice a od roku 1997 působila v Olympu Praha. Jeden z prvních cenných úspěchů vybojovala v roce 1995 na juniorském mistrovství Evropy v maďarské Nyíregyháze, kde ve finále běhu na 400 metrů získala bronzovou medaili. Společně s Pavlou Sichovou, Bohdanou Válkovou a Radanou Volnou postoupila do finále běhu na 4×100 metrů. V něm však české kvarteto závod nedokončilo. V roce 1996 na MS juniorů v Sydney se zúčastnila kromě hladké čtvrtky také běhu na 200 metrů, ale v obou závodech skončila v semifinále.
V roce 1997 vybojovala na premiérovém ročníku Mistrovství Evropy do 23 let ve finském Turku bronzovou medaili ve štafetě na 4×400 metrů. Na bronzu se dále podílely Eva Kasalová, Andrea Šuldesová a finišmanka Hana Benešová. Na následujícím evropském šampionátu do 23 let v Göteborgu o dva roky později vybojovala na stadionu Ullevi stříbrnou medaili v běhu na 400 metrů. Ve finále trať zaběhla v čase 52,01 s a prohrála pouze s Rumunkou Otiliou Ruicuovou, jež byla v cíli o osm setin rychleji.
V roce 1998 startovala na evropském šampionátu v Budapešti. V prvním semifinálovém kole doběhla v čase 52,41 s na 6. místě a do finále nepostoupila. Na 5. místě se umístila česká štafeta ve složení Burianová, Ludmila Formanová, Hana Benešová a Helena Fuchsová v závodě na 4×400 metrů. Ve stejném složení se české atletky probojovaly do finále také na MS v atletice 1999 v Seville, kde časem 3:23,82 obsadily 4. místo. Bronz vybojovaly Němky, jež byly o jednu sekundu a 39 setin rychlejší. V individuálním závodě postoupila z prvního kola do čtvrtfinále.
Jen těsně ji unikla finálová účast v běhu na 400 metrů na halovém ME 2000 v belgickém Gentu. V semifinále obsadila celkové 7. místo, do finále postoupilo závodnic šest. Na Letních olympijských hrách 2000 v Sydney obsadila časem 51,15 s ve druhém semifinále 6. místo. Na světovém šampionátu v Edmontonu v roce 2001 startovala díky divoké kartě, kterou ji udělil český atletický svaz. V rozběhu však obsadila celkové 35. místo ze 45 závodnic a do dalšího kola nepostoupila.